# Ferdinand Sauerbruch

Ferdinand Sauerbruch na znaczku

Ernst Ferdinand Sauerbruch (ur. 3 lipca 1875 w Barmen, obecnie Wuppertal, zm. 2 lipca 1951 w Berlinie) – niemiecki chirurg. Był uczniem Jana Mikulicza-Radeckiego. Uważany za pioniera torakochirurgii.

## Życiorys
Ernst Ferdinand Sauerbruch urodził się 3 lipca 1875 roku w Barmen, jako syn dyrektora młyna. Ojciec zmarł w 1877 roku, więc Ferdinand był wychowywany przez matkę i dziadka, z zawodu szewca. W 1895 roku Sauerbruch zdał maturę i rozpoczął studia na wydziale nauk przyrodniczych Uniwersytetu w Marburgu. Należał wtedy to studenckiego stowarzyszenia Naturwissenschaftlicher-Medizinischer Verein Studierender zu Marbaurg (później  Landmannschaft Nibelungia), jednak po pierwszym semestrze został z niego wykluczony. W tym czasie zdecydował się studiować medycynę, z powodu słabej znajomości greki musiał najpierw uczyć się przez semestr w gimnazjum w Mülheim an der Ruhr. Ukończył je w 1896 i rozpoczął studia medyczne na Uniwersytecie w Lipsku. Zdał egzaminy w 1901 roku i kontynuował studia na Uniwersytecie w Jenie, studia dokończył w Lipsku i tam otrzymał doktorat. Jako student był pod wpływem prac anatoma i embriologa Wilhelma Hisa (1831–1903), a także psychologa Wilhelma Wundta (1832–1920).
Po śmierci dziadka dalsza edukacja Sauerbrucha była utrudniona, dlatego pracował jako wolontariusz najpierw w Turyngii, a potem w Kassel jako lekarz w szpitalu diecezjalnym (Diakonissenkrankenhaus). Tam skonfliktował się z matką przełożoną i od października 1901 pracował już w Erfurcie w tamtejszym Stadtkrankenhaus. W 1902 roku został pierwszym asystentem i zainteresował się chirurgią. W 1903 roku opuścił Erfurt i na krótko przeniósł się do Berlina, gdzie praktykował w instytucie patologiczno-anatomicznym Roberta Langerhansa (1859–1904) w Krankenhaus Berlin-Moabit. Dzięki protekcji ojca przyjaciela od 1 października 1903 roku pracował jako wolontariusz w klinice Jana Mikulicza-Radeckiego we Wrocławiu.
W 1904 roku skonstruował komorę niskich ciśnień, którą wykorzystywano do operacji otwartej klatki piersiowej. Z czasem standardem w chirurgii klatki piersiowej stało się operowanie w nadciśnieniu, a nie podciśnieniu, wprowadzone przez Ludolfa Brauera w tym samym czasie.
Habilitował się 8 czerwca 1905 roku, na kilka dni przed śmiercią Mikulicza. 3 stycznia 1908 roku poślubił Adę Schulz, córkę farmaceuty. Mieli pięcioro dzieci.
Po 1905 roku przez pewien czas pracował w Greifswaldzie, sprawował też funkcję profesora w Marburgu. W 1910 roku objął katedrę chirurgii w Zurychu. W 1918 roku przeniósł się do Monachium, a w 1927 do roku Berlina. Był osobistym lekarzem prezydenta Rzeszy Paula von Hindenburga w ostatnich dniach jego życia.
Pod koniec życia chorował na otępienie. Rosnąca śmiertelność pacjentów Sauerbrucha sprawiła, że w 1949 roku ostatecznie odsunięto go od praktyki chirurgicznej. Zmarł niedługo później, 2 lipca 1951 roku. Pochowany jest na cmentarzu w Berlinie-Wannsee przy Lindenstraße.

## Po śmierci
Wydane w 1951 roku wspomnienia Sauerbrucha Das war mein Leben (wydane w Polsce w 1976 r. pt. Takie było moje życie) zostały spisane przez dziennikarza Rudolfa Berudorffa w oparciu o prywatne dokumenty chirurga. Na podstawie książki powstał w 1954 roku film z Ewaldem Balserem w głównej roli. O wrocławskim epizodzie życia Sauerbrucha pisał Jürgen Thorwald.
Planetoida odkryta przez Freimuta Börngena z Tautenburgu 30 kwietnia 1992 została nazwana (13086) Sauerbruch.
Sauerbruch był nominowany aż 54 razy w ciągu 14 lat do Nagrody Nobla.

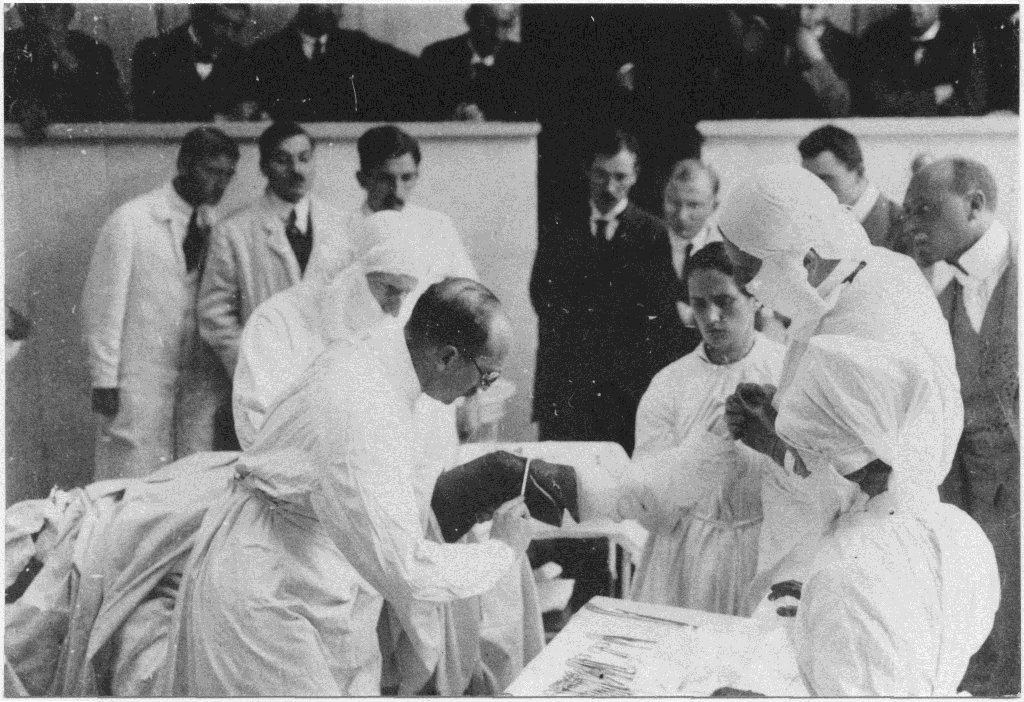
Ferdinand Sauerbruch prezentujący przypadek pacjenta

## Dorobek naukowy
Poza komorą podciśnieniową Sauerbruch wynalazł protezy ręki i nogi stosowane u pacjentów po amputacjach. Prowadził też doświadczenia nad chirurgicznie zespolonymi zwierzętami. Zajmował się dietetyką, w 1926 roku wprowadził dietę bezsolną jako element leczenia gruźlicy.

## Prace
- Die Chirurgie der Brustorgane
- Das war mein Leben Bad Wörishofen: Kindler und Schiermeyer, 1951.